# Ralph Umlandt
Ralph Umlandt ist ein ehemaliger deutscher Basketballschiedsrichter.

## Leben
Umlandt, beruflich in Bremerhaven als Lehrer beschäftigt, leitete als Schiedsrichter Spiele in der Basketball-Bundesliga, hinzu kamen internationale Einsätze: Er wirkte als Unparteiischer in Europapokalspielen und Länderspielen. 1995 wurde ihm die Silberne Ehrennadel des Bremer Basketballverbandes verliehen.
Nach dem Ende seiner Karriere als Schiedsrichter in der Bundesliga sowie für die FIBA war Umlandt in der höchsten deutschen Spielklasse als Kommissar im Einsatz und damit für den regelgemäßen Ablauf der jeweiligen Begegnungen zuständig.